# La fuga (film 1964)
La fuga è un film del 1964 diretto da Paolo Spinola.

## Trama
Piera è stanca della sua vita ormai ridotta alla sola apparenza. I genitori sono separati in casa, il marito la trascura e anche la nascita del figlio la fa sentire ancora più incapace di gestire la sua vita. Solo l'incontro con Luisa, una arredatrice intelligente e raffinata, sembra essere una via di fuga ma anche questa amicizia finisce male e Piera, disperata, muore in un incidente.